# 瑟谢尔季区
瑟谢尔季区（羅馬化：Sysertskiy rayon）是俄罗斯斯维尔德洛夫斯克州的一个区，行政中心为瑟谢尔季。该区2021年人口有81,712人；2010年人口77,691；2002年人口78,085；1989年人口78,229。